# 第118師団 (日本軍)
第118師団（だいひゃくじゅうはちしだん）は、大日本帝国陸軍の師団の一つ。

## 沿革
太平洋戦争の末期後に華北に駐屯していた第26師団がフィリピン戦線に、第62師団が沖縄に転用されたため、中国に在った独立歩兵旅団（独立混成旅団）を改編し、占領地の警備と治安維持を目的に編成した治安師団の一つであり、同時に第114師団・第115師団・第117師団が新設された。これら4個師団は、1944年（昭和19年）7月10日、軍令陸甲第79号下令により、編成が発令された。 
第118師団は、1944年（昭和19年）7月に山西省大同で独立歩兵第9旅団を基幹として編成された。編成後、駐蒙軍隷下に編入され、大同付近の警備に従事した。
師団の編制は、4個独立歩兵大隊から成る歩兵旅団を2個持ち、砲兵を欠いた丙師団である。後に師団砲兵隊が所属した。
1945年（昭和20年）4月、上海方面防衛強化の為に第13軍の戦闘序列に編入され、華中に転進した。同年8月9日にソ連が対日参戦すると、ソ連軍の侵攻を阻止するため北上、8月15日に張家口付近に達したところで終戦となった。

## 師団概要

### 歴代師団長
- 内田銀之助 中将：1944年（昭和19年）7月14日 - 終戦

### 参謀長
- 山口武三郎 大佐：1944年（昭和19年）7月14日 - 終戦[1]

### 最終所属部隊
- 歩兵第89旅団：岡博明少将
  - 独立歩兵第223大隊：士井政人少佐
  - 独立歩兵第224大隊：米川忍大尉
  - 独立歩兵第225大隊：山重太郎少佐
  - 独立歩兵第226大隊：家森清少佐
- 歩兵第90旅団：福井浩太郎少将
  - 独立歩兵第392大隊：山川有夫大尉
  - 独立歩兵第401大隊：須藤清二少佐
  - 独立歩兵第402大隊：春木屋幸市少佐
  - 独立歩兵第403大隊：高橋鶴美大尉
- 第118師団砲兵隊：原欽平大尉
- 第118師団工兵隊：田中一博大尉
- 第118師団輜重隊：寅井徳郎少佐
- 第118師団通信隊：泉館留八少佐
- 第118師団野戦病院：榊原美喜男軍医少佐